# 267585 Popluhár
267585 Popluhár este un asteroid din centura principală, descoperit pe 17 august 2002, de NEAT.